# نقطه‌چینی

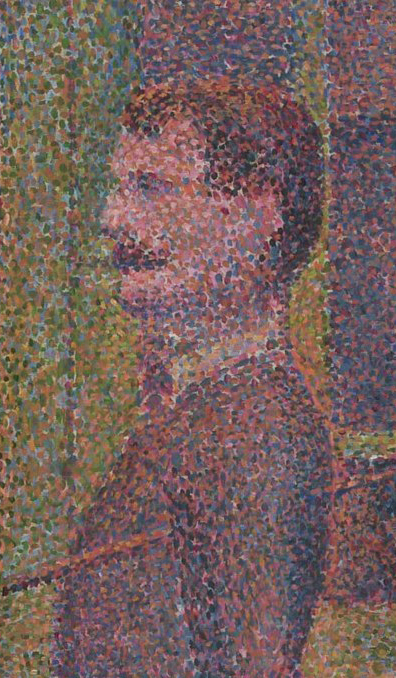
قسمتی از میدان رژه اثر ژرژ سورا. رنگ‌گذاری به شیوهٔ نقطه‌چینی.

پوینتیلیسم (به فرانسوی: Pointillisme) یا نقطه‌گرایی به معنی نقطه‌چینی یا نقطه نقطه ، یکی از سبک‌های نقاشی پسادریافتگری است که در آن تصویر به‌وسیلهٔ گذاشتن نقطه‌های کوچکی از رنگ خالص به صورت مجزا، ولی در کنار هم، شکل می‌گیرد. ژرژ سورا این روش را در سال ۱۸۸۶ تا آن‌جا گسترش داد که شاخه‌ای دیگر به نام نقطه‌چینی از دریافتگری به‌وجود آمد. دیگر نقاشانی که به این سبک نقاشی می‌کردند پل سینیاک و هانری ادموند کروس بودند.
واژه پوینتیلیسم اولین‌بار توسط منتقدان هنری در اواخر دهه ۱۸۸۰ برای مسخره جلوه دادن آثار این هنرمندان استفاده می‌شد، اما اکنون این واژه بدون بار معنایی تمسخرآمیز استفاده می‌شود.
تکنیک مشابه دیگری که در آن، نقاشی توسط نقطه‌های ریز و تنها با استفاده از یک رنگ انجام می‌شود نقطه‌نگاری نام دارد.